# اریک ردفورد
اریک ردفورد (انگلیسی: Eric Radford؛ زادهٔ ۲۷ ژانویهٔ ۱۹۸۵) اسکیت‌باز نمایشی اهل کانادا است. وی دو بار قهرمان جهان (۲۰۱۵، ۲۰۱۶) شده و یک بار برنده مدال طلای المپیک (۲۰۱۸) و یک نقره المپیک (۲۰۱۴) گردیده‌است.